# Скарб нації: На краю історії
Скарб нації: На краю історії (англ. National Treasure: Edge of History) — американський пригодницький бойовик, розроблений для потокового сервісу Disney+ як продовження серії фільмів «Скарб нації». Прем'єра відбулася 14 грудня 2022 року.

## Актори та персонажі
- Лізетт Алексіс —  Джесс Валенсуела
- Ліндон Сміт[en] —  агент ФБР Росс
- Зурі Рід —  Таша Ріверс
- Джейк Остін Вокер[en] —  Ліам Садуксі
- Антоніо Чіпріано[en] —  Орен Бредлі
- Джордан Родріґез[en] —  Ітан
- Кетрін Зета-Джонс —  Біллі Пірс
- Джастін Барта —  Райлі Пул
- Гарві Кейтель —  Пітер Садускі

## Епізоди
| № серії | Назва серії        | Режисер(и)     | Сценарист(и)                    | Оригінальна дата виходу |
| ------- | ------------------ | -------------- | ------------------------------- | ----------------------- |
| 1       | «I'm a Ghost»      | Міра Наїр      | Кормак Віберлі Маріанна Віберлі | 14 грудня 2022          |
| 2       | «The Treasure Map» | Буде визначено | Буде визначено                  | 14 грудня 2022          |
| 3       | «Graceland Gambit» | Буде визначено | Буде визначено                  | 21 грудня 2022          |
| 4       | «Charlotte»        | Буде визначено | Буде визначено                  | 28 грудня 2022          |

## Виробництво

### Розробка
На початку травня 2020 року Джеррі Брукгаймер розповів в інтерв’ю Collider, що для Disney+ готується телевізійний серіал «Скарб нації». Серіал мав би дотримуватися тієї ж концепції, що й фільми, але з молодшим акторським складом. Сценарій для пілотної серії було завершено, а сюжет продовжувався у наступних епізодах. У березні 2021 року компанія Disney офіційно дала дозвіл на серіал. Назву серіалу було оприлюднено в липні 2022 року перед панеллю на Comic-Con у Сан-Дієго.

### Кастинг
У жовтні 2021 року Лізетт Алексіс була обрана на головну роль. У січні 2022 року до акторського складу додалися Ліндон Сміт, Зурі Рід, Джейк Остін Вокер, Антоніо Чіпріано та Джордан Родріґез, а Кетрін Зета-Джонс приєдналася наступного місяця. У квітні 2022 року Джастін Барта приєднався до серіалу як запрошена зірка, щоб повторити свою роль із фільмів. 21 липня 2022 року під час Comic-Con у Сан-Дієго стало відомо, що Гарві Кейтель також зіграє роль Пітера Садускі, голови ФБР із перших двох фільмів. 10 листопада 2022 року стало відомо, що Ніколас Кейдж знову зіграє роль Бена Ґейтса у другому сезоні серіалу.

### Знімання
Основні зйомки почалися 12 лютого 2022 року в Батон-Руж . Наприкінці червня зйомки перенеслися в Санта-Фе, Нью-Мексико.

## Вихід
«Скарб нації: На краю історії» вийшов 14 грудня 2022 року на Disney+, відразу були доступні перші два епізоди.